# Mayrín Villanueva

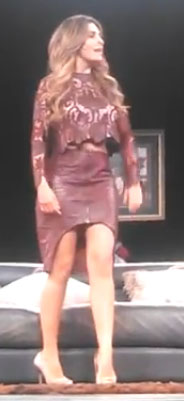
Mayrin Villanueva

Mayrín Villanueva, nome completo Mayrín Villanueva Ulloa, (Toluca, 8 ottobre 1970), è un'attrice e modella messicana, nota per aver interpretato Silvia nella serie a fumetti Vecinos.

## Biografia e filmografia
Nel 1997 sposa l'attore Jorge Poza, con il quale ha lavorato in Mi generación, e nella telenovela Preciosa nel 1998. La coppia ha due figli, Romina e Sebastián. Nel 2008 si separano. 
Nel 2015 è tra i protagonisti della telenovela Mi corazón es tuyo e nel 2016 in Corazón que miente.
A Mayrín, inizia a frequentare l'attore Eduardo Santamarina, con il quale si sposa e dalla loro relazione nasce la figlia Julia.